# When the Party's Over (Billie Eilish)
When the Party's Over (geschreven in kleine letters) is een single van de Amerikaanse zangeres Billie Eilish. De single werd gereleased op 17 oktober 2018, en wordt als de tweede single gezien van haar debuutalbum When We All Fall Asleep, Where Do We Go? die in 2019 uitkwam. Het nummer wordt in het album als zevende nummer afgespeeld.
De single die geschreven werd door haar broer, Finneas O'Connell, werd haar doorbraak hit in België.

## NPO Radio 2 Top 2000
| Nummer met noteringen in de NPO Radio 2 Top 2000 | '23  | '24  |
| ------------------------------------------------ | ---- | ---- |
| When the Party's Over                            | 1363 | 1016 |

1. ↑  Een vetgedrukt getal geeft de hoogste notering aan.
2. ↑  2023 was het eerste jaar met een notering voor dit nummer.